# Langdorf (Frauenfeld)
Langdorf è una frazione del comune svizzero di Frauenfeld, nel Canton Turgovia (distretto di Frauenfeld).

## Storia

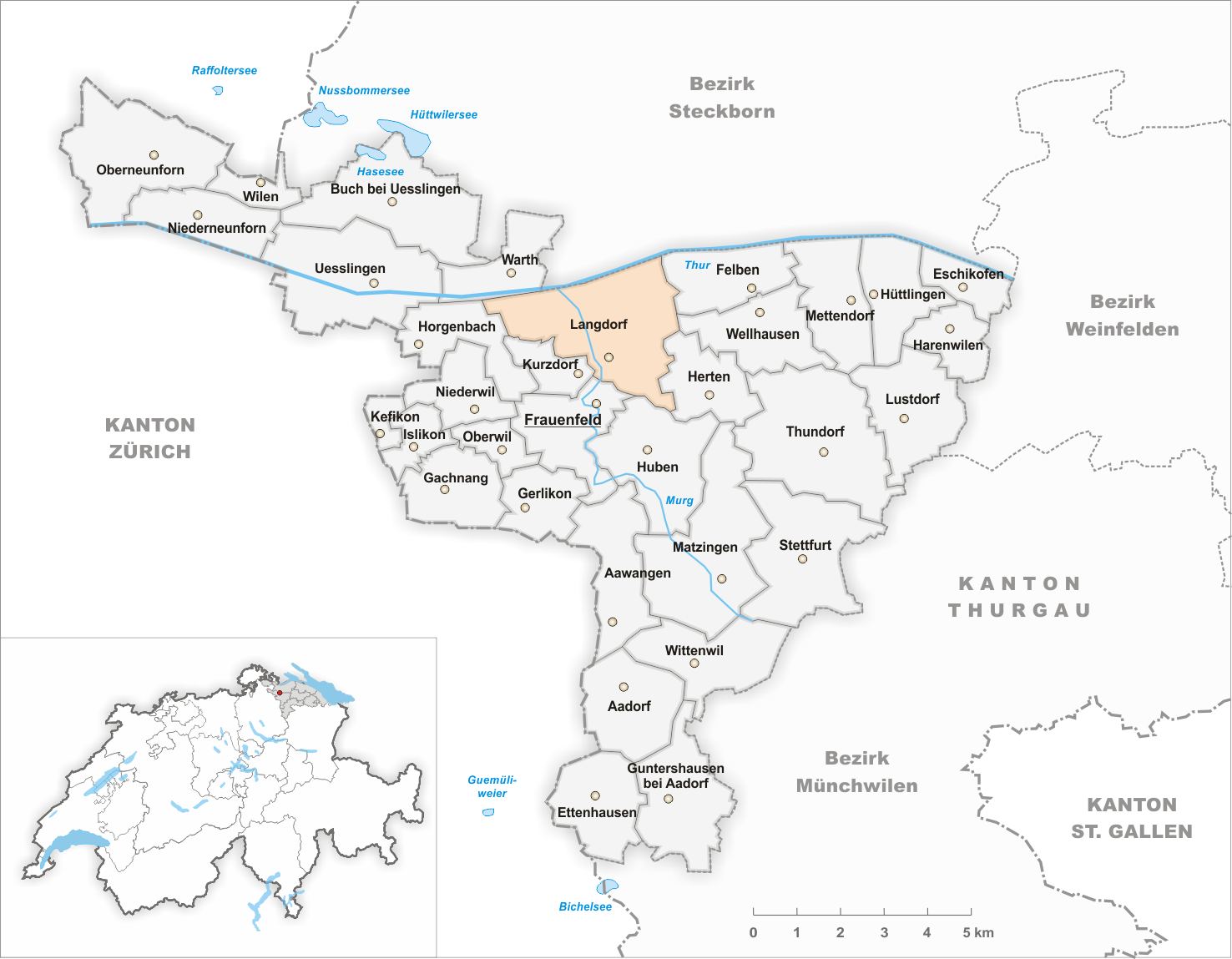
Il territorio del comune di Langdorf prima degli accorpamenti comunali del 1998

Già comune autonomo (Ortsgemeinde), nel 1919 è stato accorpato al comune di Frauenfeld assieme agli altri comuni soppressi di Herten, Horgenbach, Huben e Kurzdorf.

## Società

### Evoluzione demografica
L'evoluzione demografica è riportata nella seguente tabella:
Abitanti censiti

## Amministrazione
Ogni famiglia originaria del luogo fa parte del cosiddetto comune patriziale e ha la responsabilità della manutenzione di ogni bene ricadente all'interno dei confini della frazione.